# Аеростіл

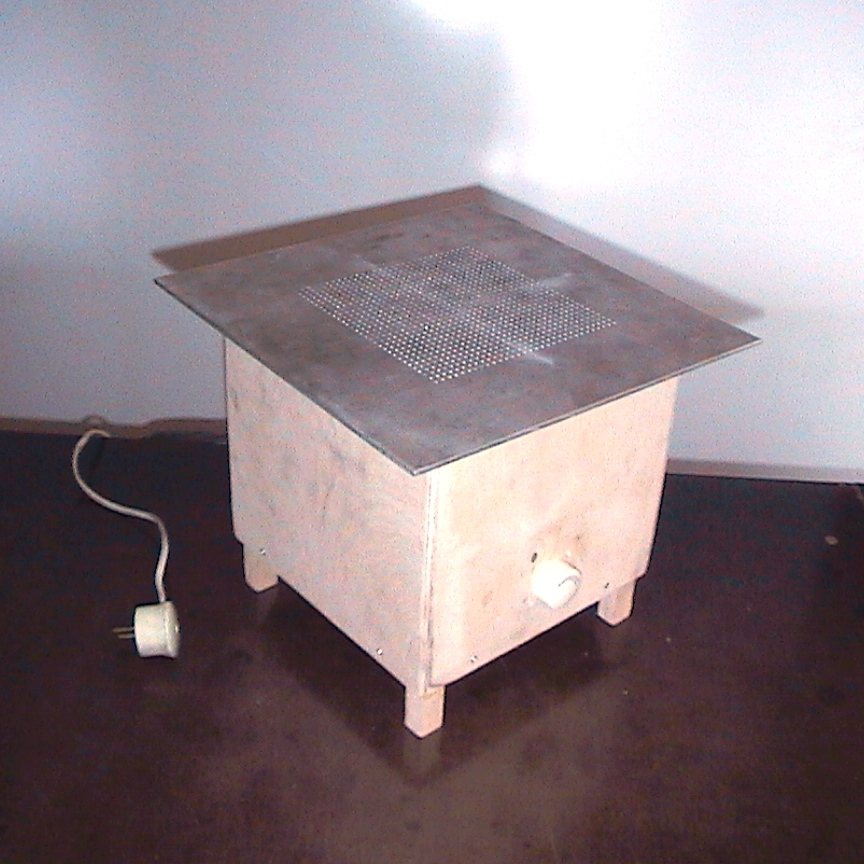
фотографія навчального демонстраційного приладу "Аеростіл"

Аеростіл — навчальний демонстраційний прилад з фізики, що призначений для моделювання явищ молекулярної фізики. Як моделі молекул виступають пінопластові кульки, що рухаються по поверхні приладу. За різних режимах роботи пристрою спостерігається різна швидкість та характер руху кульок, таким чином, моделюються різні агрегатні стани речовини. Прилад "Аеростіл" може використовуватися при навчанні фізики як у загальній, так і вищій школі.

## Опис будови та принципу роботи

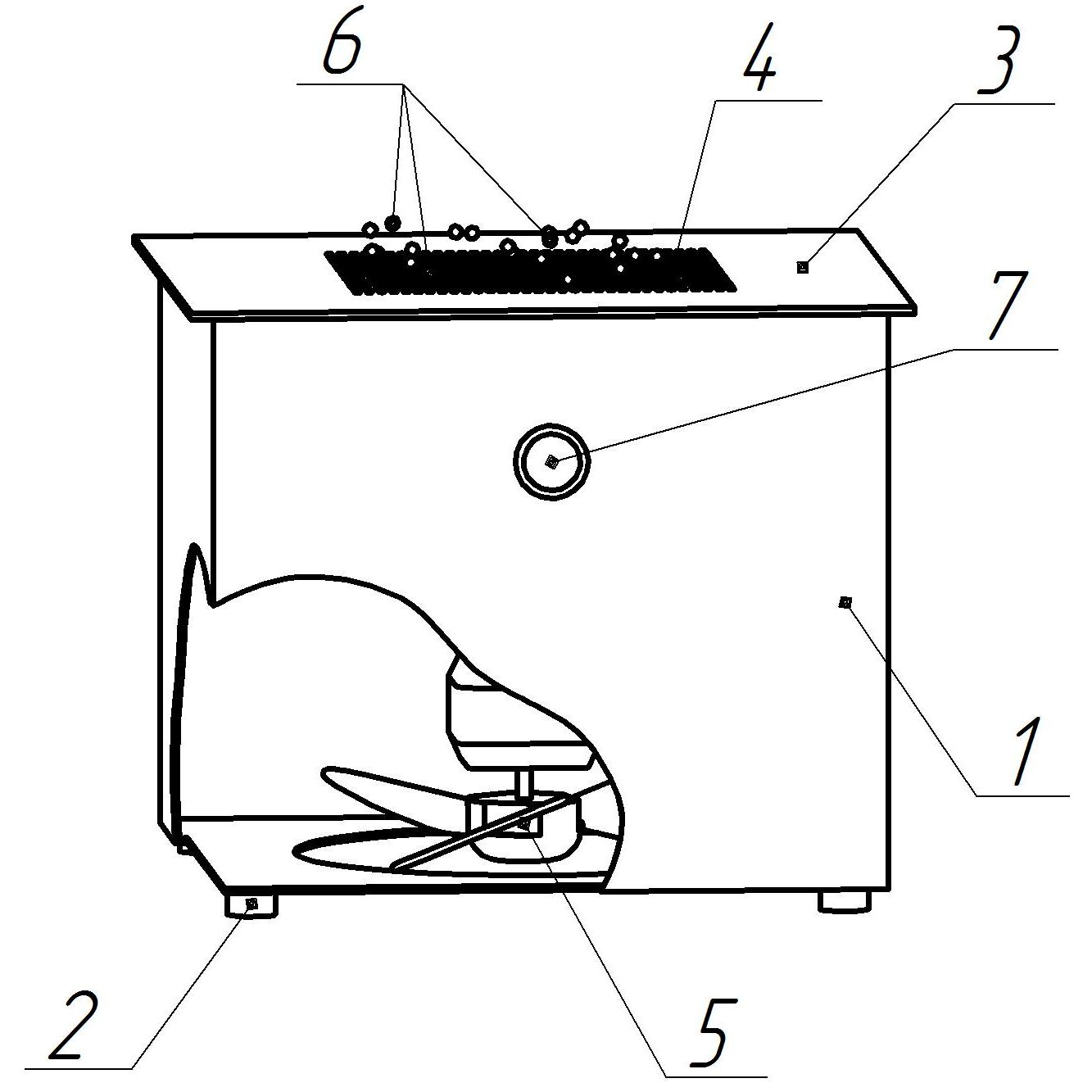
Схема демонстраційного приладу "Аеростіл"

Будова «Аеростолу» зображена на схемі справа. Прилад являє собою короб 1 на ніжках 2 з кришкою 3. У кришці є зона з насвердлених наскрізних отворів 4. У днищі короби встановлений вентилятор 5. Зверху над отворами 4 (в робочій зоні), розташовуються пінопластові кульки 6, які виступають як моделі молекул речовини.
При включенні приладу вентилятор 6 починає засмоктувати повітря всередину короба 1, змушуючи його потім виходити через отвори 4 в кришці 3. Повітря виходить з отворів 4 у вигляді ламінарних потоків, які, згідно закону Бернуллі створюють зони низького тиску. При достатній потужності вентилятора ці зони перекриваються, і пінопластові кульки (моделі молекул речовини) 6, які опинилися в них, перебувають в «повітряній пастці». Пінопластові кульки, змушені здійснювати безперервні хаотичні рухи по всій робочій зоні. При збільшенні або зменшенні потужності вентилятора регулятором 7, зменшується чи збільшується швидкість руху кульок, а, отже, зростає або спадає «температура» модельованої речовини.
Прилад має досить просту будову для самостійного виготовлення.

## Демонстраційні можливості приладу

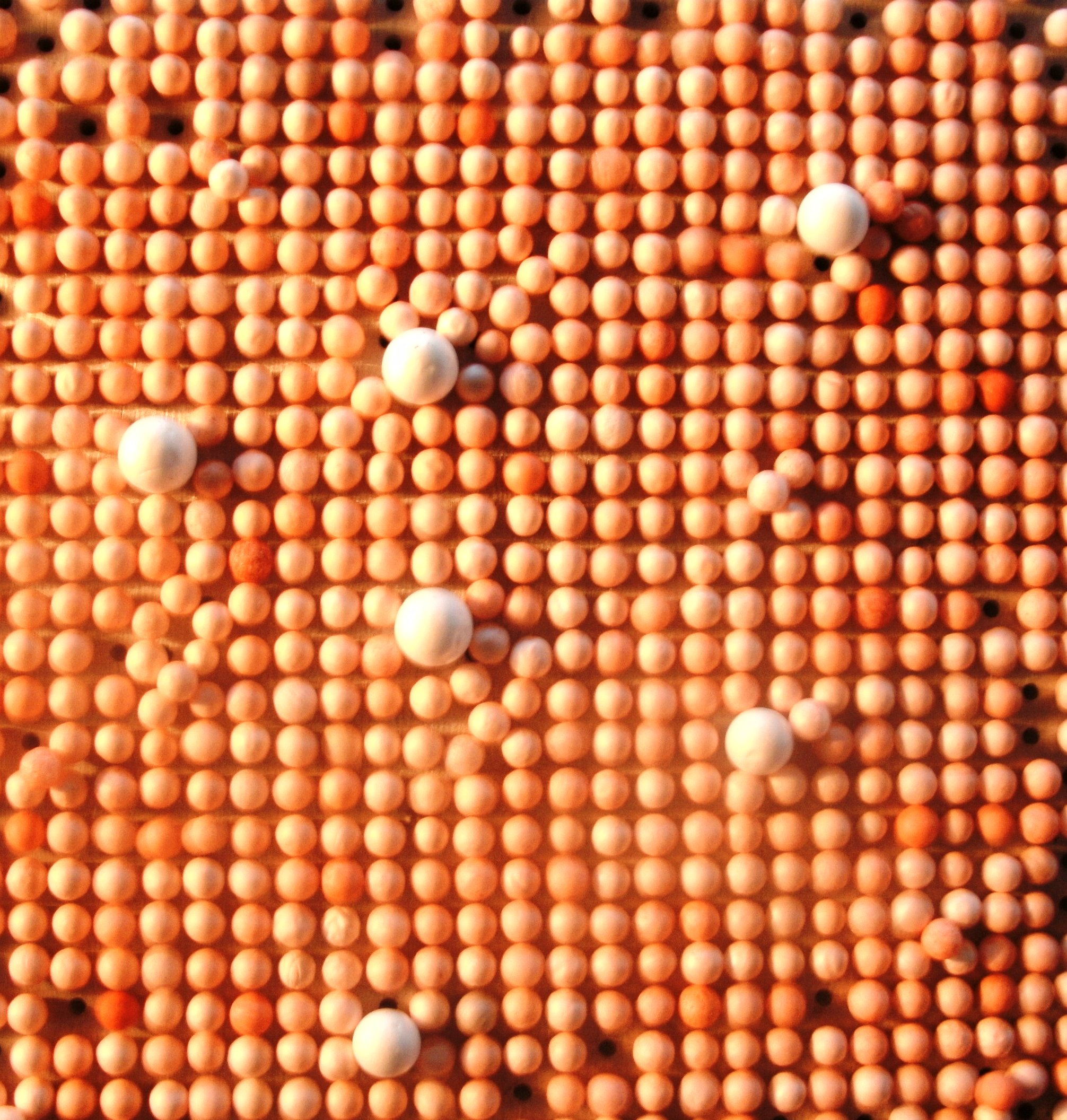
"Жива" модель кристалу з примісними атомами. Модель побудована на основі приладу "Аеростіл"

Одна з головних переваг "Аеростолу" — широкий спектр динамічних моделей, що здійснюються на його основі. Так, завдяки приладові можна реалізувати наступні моделі:
- Газ: 
  - тепловий рух і взаємодію молекул;
  - охолодження і нагрівання;
  - стиснення і розширення;
  - рівноважні і нерівноважні стани;
  - броунівський рух;
  - залежність швидкості руху молекул від їх маси;
  - конденсація.
- Рідина:
  - випаровування, кипіння;
  - тепловий рух і взаємодію молекул;
  - охолодження і нагрівання;
  - текучість, зміна форми;
  - дифузія в рідині;
  - кристалізація.
- Тверде тіло (кристал):
  - плавлення;
  - тепловий рух і взаємодію молекул кристала;
  - охолодження і нагрівання;
  - крихкість кристала;
  - дифузія на границі твердих тіл;
  - різні дефекти кристала;
  - сублімація та десублімація.

## Автори приладу
"Аеростіл" був розроблений співробітниками Лабораторій методики викладання фізики фізичного факультету Харківського національного університету імені В.Н. Каразіна, Полежакою Артемом Івановичем і к.п.н. Песіним Олександром Ізраїлевичем.